# (34827) 2001 SC165
2001 SC165 (asteroide 34827) é um asteroide da cintura principal. Possui uma excentricidade de 0.06785250 e uma inclinação de 1.39692º.
Este asteroide foi descoberto no dia 17 de setembro de 2001 por LINEAR em Socorro.